# Irmãos Mota

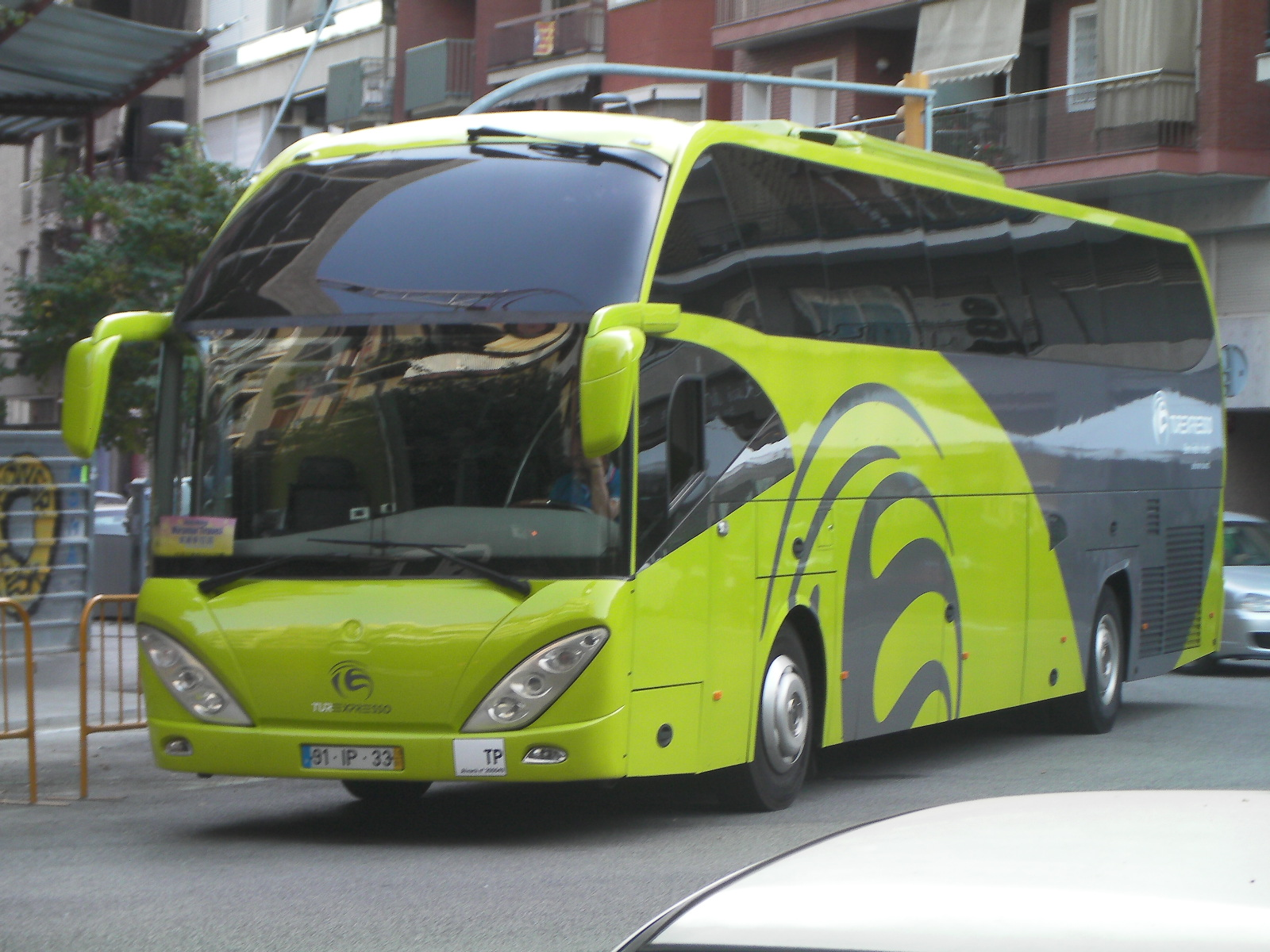
Atomic 8

De firma Irmãos Mota uit de Portugese plaats Vila Nova de Gaia is een fabrikant van autobussen. Het bedrijf werd in 1980 opgericht en maakt zowel stads- en streekbussen, midibussen als touringcars. De firma richt zich voornamelijk op de binnenlandse markt, maar een belangrijk deel van de productie bestaat ook uit export. De firma gebruikt de merknaam Atomic.